# RabiBerry
『RabiBerry』（ラビベリー）は、むかいあぐるによる日本の漫画、イラスト作品。学習研究社のファッション雑誌『ピチレモン』にて連載された。ドラマCD化もされている。

## あらすじ

### いちごロボット編
苺の住民達が仲良く暮らす平和な街に突如現れたいちごロボット。目的は征服。一体苺の街はどうなるのか。

## 登場人物
ラビベリー
声 - 入江麻衣子
本作の主人公。苺とウサギのハーフ。苺やピンクが好き。おっちょこちょいでマイペース。
ゾンベリー
声 - 平林舞子
いつも悪い事を企んでいる苺のゾンビ。
イチゴハニー
声 - 桜井聖良
恋する乙女な苺のミツバチ。少し我儘な女の子。
イチゴ忍者
声 - 不明
運動神経が抜群な苺の忍者。真面目で正義感が強い。
アストロングベリー先生
ラビベリーちゃん達の学校の熱血教師。筋肉ムキムキの力持ち。
プリモ
プリンアラモードのように柔らかでおっとり。
イチゴの住人
苺の町に住む普通の住人。